# Fracas Lookout Tree
Le Fracas Lookout Tree est un arbre remarquable servant de tour de guet dans le comté de Coconino, en Arizona, dans le sud-ouest des États-Unis. Protégé au sein de la forêt nationale de Kaibab, il est inscrit au Registre national des lieux historiques depuis le 13 janvier 1992.